# 미나미야마다촌 (오이타현)
미나미야마다촌(南山田村)은 일본 오이타현 구스군에 설치되었던 촌이다. 현재의 고코노에정의 일부에 해당한다.